# Сибія тайванська

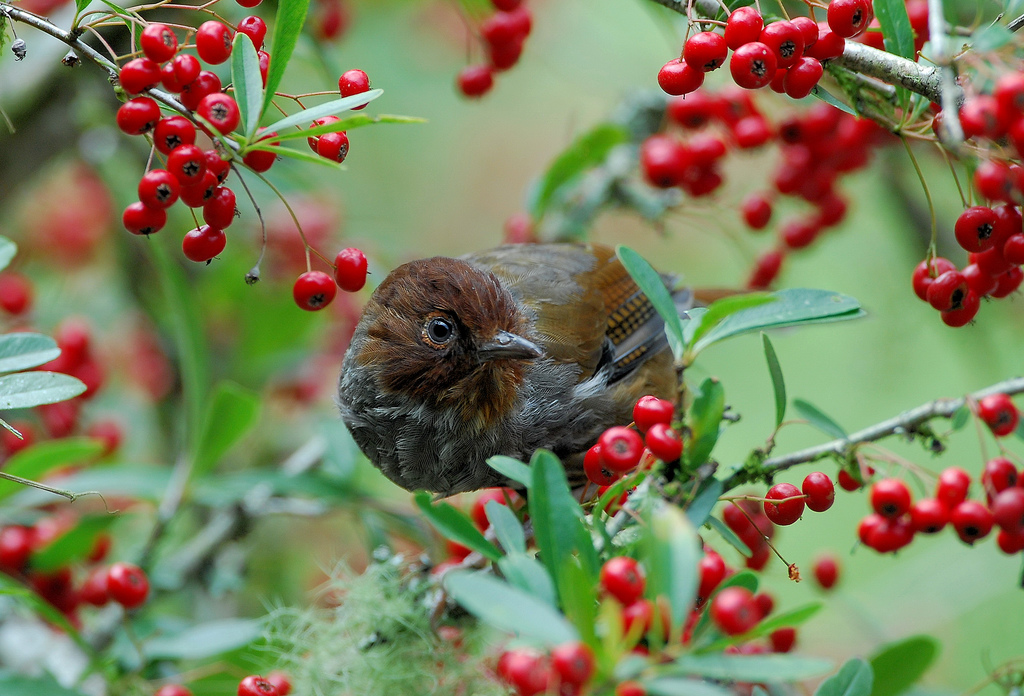
Тайванська сибія

Си́бія тайванська (Actinodura morrisoniana) — вид горобцеподібних птахів родини Leiothrichidae. Ендемік Тайваню.

## Опис
Довжина птаха становить 18-19 см. Голова каштанова, навколо очей світле кільце. Верхня частина тіла охристо-сіра, шия і спина поцятковані білими смужками. Крила і хвіст смугасті, рудувато-чорні. Горло рудувате, груди охристо-сірі, поцятковані білими смужками, живіт оливково-рудий, слабо поцяткований смужками.

## Поширення і екологія
Тайванські сибії є ендеміками вологих гірських субтропічних лісів Тайваня. Зустрічаються на висоті від 1200 до 3000 м над рівнем моря.